# Karl von Rotteck junior
Karl von Rotteck junior (* 26. Dezember 1806 in Freiburg im Breisgau; † im März 1898 in Woodstock bei St. Louis, USA) war ein Radikaldemokrat und Republikaner in Freiburg.

## Leben

### Die frühen Jahre
Karl von Rotteck junior war das zweite Kind Karl von Rottecks und seiner Frau Katharina geb. Mors. Nachdem er als stud. phil. eingeschrieben war, studierte er Rechtswissenschaften in Freiburg. Während seines Studiums wurde er 1824 Mitglied des burschenschaftlich geprägten Academisch-Gesetzlichen Vereins („Neutralia“). 1829 wurde er Rechtspraktikant.
Nach seinem Studium wurde er 1838 Advokat und Prokurator beim großherzoglichen Hofgericht in Freiburg. Er heiratete Wilhelmine, die Tochter des Gerichtspräsidenten Baumgärtner, und hatte mit ihr sechs Kinder.

### Der junge Republikaner
Im Jahre 1840 gründete er den Freiburger Turnverein mit und bildete als Schriftführer zusammen mit dem Chirurgen Karl Hecker, dem Fabrikanten Carl Mez und dem Kandidaten der Medizin Georg von Langsdorff den Vorstand. Er arbeitete auch unter seinem Vater Karl von Rotteck als Sekretär der Bürgerlichen Lesegesellschaft Harmonie. So engagierte er sich früh auf republikanischer Seite in den Freiheitsbestrebungen der 1840er Jahre. Bald war er Vorsitzender des Kreisausschusses der Vaterlandsvereine am Oberrhein.

### Die Revolution von 1848
Am 7. April 1848 kursierte ein in Freiburg vom Kreisausschuss für den Oberrheinkreis herausgegebenes Flugblatt, in dem die Männer der Vaterlandsvereine aufgefordert wurden, es denen im Seekreise (Konstanz) gleichzutun: Der Seekreis steht bereits unter Waffen; die ganze männliche Bevölkerung aller Stände vom 18ten bis zum 55ten Jahr, wohlgerüstet und exercirt seit vielen Wochen, ist entschlossen zu marschiren.
Bereits am 12. April rief Friedrich Hecker in Konstanz die Republik aus und das Volk im Namen einer provisorischen Regierung zu einer bewaffneten Erhebung auf. Hecker marschierte mit seinen Freischärlern nach Norden. In Freiburg hoffte man auf das baldige Eintreffen der Revolutionäre auf ihrem Weg nach Karlsruhe. Doch da erhielt Karl Hecker einen Brief seines Bruders aus Basel, in dem dieser über die Niederlage seiner schlecht ausgerüsteten Revolutionäre gegen übermächtige Regierungstruppen im Gefecht auf der Scheideck bei Kandern und seine Flucht in die Schweiz berichtete. So versuchte Karl von Rotteck am 22. April 1848 (Karsamstag), die rund 2000 Freischärler in Freiburg davon zu überzeugen, dass Widerstand angesichts der Übermacht der Regierungssoldaten sinnlos sei. Die Aufständischen aber hielten die Niederlage Heckers für ein Gerücht, mochten weiterkämpfen und wählten darauf Georg von Langsdorff zu ihrem General.
Nach der blutigen Einnahme der Stadt durch Kriegsminister Hoffmann und seine Truppen wurde von Rotteck verhaftet und ins Gefängnis Bruchsal gebracht. Erst im Dezember kam er gegen Kaution wieder frei. Eine Anklage wegen Hochverrat wurde im Frühjahr 1849 niedergeschlagen.

### Die Nachwehen im Frühjahr 1849
Von nun an musste Karl von Rotteck politisch vorsichtig agieren. Immerhin war er am 29. Januar 1849 Mitbegründer des Freiburger Volksvereins, der sich für eine zukünftige republikanische Regierungsform einsetzte. Dagegen gründete delikaterweise sein Cousin Bürgermeister Joseph von Rotteck am 18. Februar 1849 im städtischen Kaufhaussaal den liberalen, fürstentreuen Vaterländischen Verein.
Im Frühjahr 1849 eskalierte die Revolution im Südwesten Deutschlands erneut, nicht zuletzt wegen der Ablehnung der ihm von der Frankfurter Nationalversammlung angebotenen Kaiserkrone durch Friedrich Wilhelm von Preußen. Nach dem Scheitern einer konstitutionellen Monarchie hatten die Republikaner Aufwind. In Freiburg trafen sich auf Anregung des Volksvereins und unter der Leitung Karl von Rottecks am 10. Mai 1849 unzufriedenen Armeeangehörige der Garnison auf dem Kanonenplatz. Wie auch an anderen Orten in Baden gelobten die Soldaten, nicht auf das Volk zu schießen. Als der badische Großherzog floh, wurde von Rotteck Sprecher einer Delegation, die in Karlsruhe über eine friedliche Übernahme der Regierung durch das Volk verhandeln mochte. Als dann schließlich der Landesausschuss der Volksvereine die Regierungsgeschäfte übernahm, wurde er in die verfassungsgebende Versammlung gewählt, wo er als Schriftführer tätig war.
Preußische Interventionstruppen beendeten das Aufbäumen der Revolution in Baden schnell und brutal. Ohne Gegenwehr besetzten sie am 7. Juli 1849 Freiburg. Karl von Rotteck floh zunächst in die Schweiz, wurde aber von dort auf Druck der badischen und preußischen Regierungen ausgewiesen, so dass er 1850 nach Amerika emigrierte. Im gleichen Jahr wurde ihm der Prozess gemacht, in dem er in Abwesenheit zu 20 Jahren Zuchthaus verurteilt wurde.

### Emigration in die USA
In den USA erwarb er eine Farm, betätigte sich in Iowa und Missouri aber auch politisch. So war er 1860 als Delegierter der Republikanischen Partei auf dem Parteitag, der Abraham Lincoln zum Präsidentenkandidaten nominierte.
Im Jahre 1898 starb er 91-jährig auf seiner Farm in Woodstock bei St. Louis.